# ونسا گوزمن
ونسا گوزمن (انگلیسی: Vanessa Guzmán؛ زادهٔ ۱۹ اکتبر ۱۹۷۶) بازیگر، مجری رادیو، بازیگر تلویزیون و مدل اهل مکزیک است.